# Indirecte rede
Er zijn in taal twee manieren om een uitspraak van iemand anders weer te geven. De eerste manier is de zogenaamde directe rede (Latijn: oratio recta), die met aanhalingstekens werkt. De tweede manier is de indirecte rede, in het Latijn ook wel oratio obliqua genoemd: in het Nederlands werkt deze met het voegwoord dat. Voorbeeld:
Hij zegt dat Jan bang is.
Hier staat het schuingedrukte deel in indirecte rede. Er wordt weergegeven wat iemand anders zegt, maar niet woordelijk: daarom wordt het 'índirect' genoemd. Het cursieve deel zou in dit geval een weergave zijn van de uitspraak "Jan is bang". Of het woord dat formeel bij de hoofdzin hoort of zelf deel uitmaakt van de indirecte rede is discutabel: er valt alleen te stellen dat het etymologisch c.q. diachronisch gezien zeker binnen de indirecte rede heeft moeten vallen.

## Vorm van de indirecte rede
In het Oudgrieks en in het klassiek Latijn wordt de indirecte rede niet, zoals bij ons, met een voegwoord aangegeven, maar met een speciale vorm, de accusativus cum infinitivo genoemd. Informatie in de indirecte rede die niet declaratief van aard is kan met andere constructies weergegeven worden, zoals met het Latijnse voegwoord ut. In postklassiek Latijn, met name Middeleeuws Latijn, wordt soms ook het voegwoord quod ("dat") gebruikt om de indirecte rede in te leiden, net als in de meeste moderne talen.
Voor het gebruik van indicativus en coniunctivus in bijzinnen binnen de indirecte rede: zie accusativus cum infinitivo.